# Al-Shoulla Football Club
Al-Shoulla Football Club (en árabe: نادي الشعلة لكرة القدم‎) es un equipo de fútbol saudita que juega en la Liga Príncipe Mohammad bin Salman, la segunda categoría del fútbol profesional en el país.

## Entrenadores
- Ahmed Al-Ajlani (enero de 2013-octubre de 2013)
- Juan José Maqueda (octubre de 2013-mayo de 2014)
- Magdy Tolba (agosto de 2015-junio de 2016)
- Khaled Galal (noviembre de 2018-febrero de 2019)
- Ahmed Al-Ajlani (febrero de 2019-julio de 2019)
- Lotfi Sellimi (julio de 2019-noviembre de 2019)[2][1]
- Juan José Maqueda (noviembre de 2019-presente)[1]